# 岸大河
岸大河（きし たいが、1989年6月21日 - ）は、東京都出身のゲームキャスターである。Protagon株式会社代表取締役。「Overwatch World Cup 2017」日本代表競技委員。Logicool Gブランドアンバサダー。OMEN by HPエグゼクティブアドバイザー。Herman Millerゲーミングアンバサダー。プロ・フィッツ for e-SPORTSアンバサダー。

## 人物
- 血液型はAB型[7]。
- 趣味はカメラ・ゲーム[注釈 1]、特技はサッカー[7]。
- 既婚者で娘がいる。
- 立教小学校、立教新座中学校・高等学校、クラーク記念国際高等学校卒業[8]。
- 2017年10月1日まで「StanSmith」という名義で活動していた。

## 略歴
1989年、東京都にて生誕。幼稚園の頃、兄の影響でスーパーファミコンのサッカーゲームや格闘ゲームに触れる。
2001年頃、小学6年生のとき三菱養和のジュニアユースに所属すると、中学時代はプロ選手を目指しサッカー漬けの日々を送る。引きこもりだったのでオンラインゲームで遊ぶようになる。中学時代は『ミックスマスター』をプレイしていた。しかし、全国大会である高円宮杯に出場した後、練習と勉学を両立することへの疲弊から燃え尽き症候群に陥り、サッカー選手への道を挫折。ゲームにはまり高校への進学も拒否するが、親の説得によりクラーク記念国際高等学校へ転入し卒業。
2007年3月、『ミックスマスター』の運営会社から新作FPSタイトル『WarRock』がリリースされるとクラン戦に熱中する。2008年10月12日、「東京ゲームショウ2008」内で行われた「日本最強クラン決定戦 2008」で優勝。この大会をきっかけに、FPSゲームを本格的にプレイし始め、以降『Code Name Sting』『Another Day』『Counter-Strike: Source』などのPCタイトルで活躍。クラン戦やコミュニティ大会を通じて、黎明期の日本eスポーツシーンで交流関係を広げる。
2011年2月19日～27日、『CrossFire』の公式大会「CrossFire Tournament League (CFTL) 2011 1st Season」で初めて大会実況を担当。以降、「ゲームキャスター」というキャリアを意識し、大会実況やイベントの司会進行といった仕事で経験を積む。2012年に正式リリースされた「SPECIAL FORCE 2」ではクラン「STRIFE」のリーダーとして国内優勝を3回経験。2013年12月21日、日本代表クラン「STRIFE」として出場した「Special Force 2 Special Exhibition Match 2013 ASIA」で優勝しアジアチャンピオンとなる。2014年1月からFPSタイトルのプレイヤー活動から引退し、ゲームキャスターとして本格的に活動。9月20日、LogicoolGのブランドアンバサダーに就任。
2015年～2016年、オンラインTPS『World of Tanks』、対戦FPS『Overwatch』、MOBAタイトル『Vainglory』の競技シーンで大会の実況・解説を担当。『Vainglory』では2015年8月14日に行われた初の世界大会『VAINGLORY World Invitational』に日本代表として出場し準優勝。
2017年4月、Blizzard Entertainmentが主催する公式国別対抗戦「Overwatch World Cup 2017」に出場する日本代表チームの「競技委員会」にメンバーに選出される。2017年8月、『Overwatch』をプレイ中に吐血し検査を受けると、結核であることが判明。1か月間の入院生活を経験し、ゲームキャスターの仕事を辞めることも考えるが、9月22日に退院し活動復帰。10月1日より活動名義を「StanSmith」から本名の「岸大河」へ変更。
2018年3月05日、OMEN by HPのエグゼクティブアドバイザーに就任。2018年4月より、Supercellが主催する『クラッシュ・ロワイヤル』の公式プロリーグ「Clash Royale League (CRL)」の日本語実況を担当。
2019年7月2日、Protagon株式会社を設立し代表取締役に就任。同年、入籍。2020年12月16日、Herman Miller Japanのゲーミングアンバサダーに就任。
2021年3月11日、プロ・フィッツ for e-SPORTSのアンバサダーに就任。2021年3月より、Riot Gamesが主催する『VALORANT』の公式プロリーグ「VALORANT Champions Tour (VCT)」の日本語公式キャスターを担当。

## 大会戦績

### WarRock
- 2008-10-12 TGS 2008 日本最強クラン決定戦 2008 - 優勝（猛者の集い）[10]
- 2010-03-21 第4回 WarRock公式クラン戦大会 オフライン決勝トーナメント - 3位（猛者の集い）[14]
- 2011-10-16 WarRock公式世界大会 日本予選 - 準優勝（4C）

### Counter-Strike: Source
- 2010-05-02 Counter-Strike: Source JSL 1Day Tournament - 準優勝（Forcible Spirit）
- 2010-07-05 Counter-Strike: Source SourceLIVE-1 - 優勝（Forcible Spirit）
- 2010-11-23 Counter-Strike: Source SourceLIVE-3 - 3位（Forcible Spirit）

### SPECIAL FORCE 2
- 2012-09-03 Special Force 2 Super League 1st Season - 3位（STRIFE）
- 2012-12-23 Special Force 2 Special Exhibition Match 2012 - 優勝（STRIFE）[15]
- 2013-04-13 Special Force 2 Hi-Speed Tournament RUNAWAY - 優勝（STRIFE）
- 2013-09-29 Special Force 2 Hi-Speed Tournament CLASSIC - 優勝（STRIFE）
- 2013-12-21 Special Force 2 Special Exhibition Match 2013 ASIA - 優勝（STRIFE, 日本代表）[11]

### Vainglory
- 2015-04-26 VAINGLORY 超頂上決戦 in ニコ超 - 優勝（Roadie Run）
- 2015-08-14 VAINGLORY World Invitational - 準優勝（Divine Brothers, 日本代表）[12][13]

### その他
- 2010-04-30 STING CyAC 1on1 ラダーリーグ - 優勝（16勝0敗）
- 2010-09-05 Anotherday ADPT Pre-Open公式大会 - 優勝（AxceL）[16][17]
- 2010-09-18 東京ゲームショウ2010 FPS甲子園 Another Day代表 - 優勝[18]（Another Day代表）
- 2013-03-16 FIFA13 Ultimate Team Asia Allstars Tournament Japan Qualifier - 3位[19]
- 2013-03-23 FIFA13 Ultimate Team Asia Allstars Tournament Grand Final - 3-4位（日本代表）[19]

## 実況・解説
詳細は過去の出演情報を参照。※公式大会のみ掲載。

### CrossFire
- 2011 CrossFire Tournament League (CFTL) 2011 1st Season（実況、2011年）
- 2011 CrossFire Tournament League (CFTL) 2011 2nd Season（実況、2011年）
- 2012 CrossFire Championship 2012 Season5（解説、2012年）
- 2014 CrossFire Stars (CFS) 2014 National Final（実況、2014年）
- 2017 CrossFire Stars (CFS) 2017 National Final（実況、2017年）

### SPECIAL FORCE2
- 2013 Special Force 2 Super League 2nd（実況、2013年）
- 2014 Special Force 2 Super League 3rd（実況、2014年）
- 2015 Special Force 2 Special Exhibition Match 2015 日本vs台湾（実況、2015年）
- 2016 Special Force 2 Hi-Speed Tournament -2016 First- （実況、2016年）
- 2016 Special Force 2 Super League 5th Season 実況（実況、2016年）
- 2017 Special Force 2 World Championship 2017（実況、2017年）

### World of Tanks
- 2013 World of Tanks G-STAR 日本代表決定戦（実況、2013年）
- 2015 World of Tanks The Pacific Rumble（実況、2015年）
- 2015 World of Tanks Japan Season Cup Winter Strike（実況、2015年）

- 2015 World of Tanks Wargaming.net League (WGL) The Grand Finals 2015（実況、2015年）
- 2016 World of Tanks Wargaming.net League (WGL) The Grand Finals 2016（実況、2016年）

- 2017 World of Tanks Wargaming.net League (WGL) The Grand Finals 2017（実況、2017年）

### Vainglory
- 2015 Vainglory International Premier League (VIPL) Season2（実況、2015年）
- 2016 Vainglory International Premier League (VIPL) Season3（実況、2016年）
- 2016 RAGE vol.1 Vainglory Japan Cup オフライン予選（実況、2016年）
- 2016 RAGE vol.1 Vainglory Japan Cup Grand Finals（実況、2016年）
- 2016 RAGE vol.2 Vainglory Japan Cup オンライン予選（実況、2016年）
- 2016 RAGE vol.2 Vainglory Japan Cup Grand Finals（実況、2016年）
- 2016 Vainglory World Championship 2016（実況、2016年）
- 2018 Vainglory World Invitational 2018（司会/実況、2018年）

### Shadowverse
- 2016 RAGE vol.3 Shadowverse オフライン予選 Day1/Day2（実況、2016年）
- 2016 RAGE vol.3 Shadowverse Grand Finals（実況、2016年）
- 2017 RAGE Shadowverse Wonderland Dreams 予選（実況、2017年）
- 2017 RAGE Shadowverse Starforged Legends Grand Finals（実況、2017年12月10日）
- 2017 RAGE Shadowverse World Grand Prix 2017 JCGオンライン予選（実況、2017年）
- 2017 RAGE Shadowverse World Grand Prix 2017 Grand Finals（実況、2017年12月23日～23日）
- 2018 RAGE Shadowverse Chronogenesis Grand Finals（実況・解説、2018年３月21日）
- 2018 RAGE Shadowverse Dawnbreak, Nightedge Grand Finals（司会/実況、2018年）
- 2018 RAGE Shadowverse World Grand Prix 2018 Grand Finals（実況、2018年12月15日～16日）

### Overwatch
- 2016 JCG Overwatch Kickoff Cup（実況、2016年6月19日）
- 2016 JCG Overwatch Master 2016 Summer Finals オンライン予選（実況、2016年8月21日）
- 2016 JCG Overwatch Master 2016 Summer Finals オフラインファイナル（実況、2016年8月21日）
- 2017 JCG Overwatch Master 2016-2017 Winter Finals 予選（実況、2017年1月14日）
- 2017 Overwatch World Cup 2017（日本代表競技委員会、2017年9月～11月）[1]

### Call of Duty
- 2018 SIE CoD:WWII プロ対抗戦 第1回～第5回（司会、2018年4月21日、5月19日、6月23日、7月21日、8月24日）
- 2018 SIE CoD:WWII プロ対抗戦 決勝（司会、東京ゲームショウ2018、2018年9月22日）

### Clash Royale
- 2018 Clash Royale League (CRL) 2018 Asia Spring Season（実況、2018年4月27日～6月17日）
- 2018 Clash Royale League (CRL) 2018 Asia Fall Season（実況、2018年8月24日～11月11日）
- 2019 Clash Royale League (CRL) 2019 Asia Spring Season（実況、2019年4月25日～6月29日）
- 2019 Clash Royale League (CRL) 2019 Asia Fall Season（実況、2019年8月22日～11月2日）
- 2020 Clash Royale League (CRL) 2020 East Special Season（実況、2020年4月5日～5月23日）
- 2020 Clash Royale League (CRL) 2020 East Fall Season（実況、2020年8月15日～11月1日）
- 2021 Clash Royale League (CRL) 2021 Asia Season1 ~ Season8（実況、2021年1月4日～9月19日）
- 2022 Clash Royale League (CRL) 2022 World finals Day1〜Day3 (実況、2022年9月23日〜9月25日)

### VALORANT
- 2021 VALORANT Champions Tour (VCT) 2021: Stage 1 Masters（実況、2021年3月13日～21日）
- 2021 VALORANT Champions Tour (VCT) 2021: Japan Stage 2 Challengers（実況、2021年4月9日～5月2日）
- 2021 VALORANT Champions Tour (VCT) 2021: Stage 2 Masters - Reykjavík（実況、2021年5月24日～30日）
- 2021 VALORANT Champions Tour (VCT) 2021: Japan Stage 3 Challengers（実況、2021年8月12日～15日）
- 2021 VALORANT Champions Tour (VCT) 2021: Stage 3 Masters - Berlin（実況、2021年9月10日～19日）
- 2021 VALORANT Champions Tour (VCT) 2021: APAC Last Chance Qualifier（実況、2021年10月11日～17日）
- 2022 VALORANT Champions Tour (VCT) 2022: Japan Stage 1 Challengers（実況、2022年2月26日～3月27日）
- 2023 VALORANT Champions Tour (VCT) 2023: LOCK//IN São Paulo (実況、2023年2月13日〜3月4日)
- 2023 VALORANT Champions Tour (VCT) 2023: Masters Tokyo (実況、2023年6月11～25日)
- 2023 VALORANT Champions Tour (VCT) 2023: VCT Last Chance Qualifier Pacific(実況、2023年7月18日～7月23日)
- 2023 VALORANT Champions Tour (VCT) 2023: Champions Los Angeles(実況、2023年8月6日～8月26日)

## 出演
詳細は過去の出演情報を参照。

### イベント
- 闘会議2017 『吉田PとFFXIV大好きな著名人たちと生実況プレイ！』（出演 、2017年）
- 闘会議2017 「“PlayStation®4“ オーバーウォッチ国内最強決定戦」（実況、2017年）

- 闘会議2018 クラロワ日韓戦（司会/実況、2018年）
- 闘会議2018 KONAMI esports ウイニングイレブン2018 CO-OPトーナメント（司会/実況、2018年）
- ニコニコ超会議2018 『FORTNITE』ブース直前！バトルロイヤル練習会（司会/実況、2018年）
- C4 LAN 2017 SPRING（総合司会、2017年）
- シャドバフェス！2018（総合司会、2018年）
- Nagoya eSports Festival Vol.0 ウイニングイレブン（実況、2018年）
- 配信者ハイパーゲーム大会 (実況解説、2023年3月25日・26日、OPENREC.tv)
- 第2回配信者ハイパーゲーム大会 (実況解説、2024年3月16日・17日、OPENREC.tv)
- The k4sen Con (出演、実況解説、2024年10月15日、ABEMA・Twitch)

### ネット番組
- 攻殻機動隊 S.A.C. ONLINE 年末特番！クランマッチ実装記念放送（司会、ニコニコ生放送、2016年12月30日）
- 二夜連続！シャドウバース最強決定戦Day1〜女性声優四天王の乱〜（実況、AbemaTV、2017年4月19日～20日）
- FFXIV  ALIENWARE Presents アドレナリンラッシュTV シーズン２（レギュラー出演/実況、2018年1月25日～2019年4月5日）
- 岸大河・OooDaのスタングレネード（出演、YouTube、2018年4月25日～2019年12月31日）
- サタデーフォートナイトフィーバー（司会、AbemaTV・OPENREC.tv、2018年10月13日～）
- SmashlogTV - クラロワ（司会、YouTube、2020年7月18日～）
- SmashlogTV - VALORANT（司会、YouTube、2021年2月10日～）
- Signater（司会、YouTube、2022年2月11日～）

### テレビ番組
- つんつべ♂ e-sportsやって三田（TOKYO MX、2012年5月11日、18日、25日）
- eスポーツMaX Overwatch（TOKYO MX、2017年3月5日）
- BE-BOP SPORTS eスポーツMaX（TOKYO MX、2018年4月2日～2019年3月25日）
- TOKYO MX eスポーツMaX Overwatch（TOKYO MX、2017年3月5日）
- eSports Revolution ～イーレボ～（ABC朝日放送、2018年7月1日）
- eGG（日本テレビ、2018年7月20日～）

### ウェブメディア
- 大病から復帰した岸大河、ゲームキャスターという仕事に何を思う？（Wargaming Japan、謎部えむ、2017年10月23日）
- ゲームキャスターの岸大河が本気で語るesports業界の課題（Wargaming Japan、謎部えむ、2017年10月30日）
- スタンスミスの「World Championship 2017」コラム 第1回～第4回（Vainglory Now、2017年11月2日・11月17日・12月22日・1月15日）
- 大会やプレイの記録を残すことがレジェンドを生む――16年間見つめ続けてきた目に映るeSportsの現在【Negitaku Yossy×ゲームキャスター 岸大河】（ALIENWAREZONE、2018年6月25日）
- ゲームキャスター岸大河さんが語る「esportsの先に描く未来」（一般社団法人未来技術推進協会、2018年6月29日）
- 【ゲームキャスターリレーインタビュー】第1回：岸大河「新しいことをしていかないと、これからの自分の成長はない」（ファミ通App、2018年6月29日）
- ゲームキャスター 岸大河/Next Leaders 〜共感を生む次世代リーダーのリアル（ジョイキャリア、2018年9月19日）
- 選手の “プロさ”を表現するゲームキャスター岸大河の実況論（ウェルプレイドジャーナル、2018年12月20日）
- ニンテンドースイッチダウンロードソフトおすすめ15選｜最新人気ランキングも（モノレコ、2019年6月13日）
- 「Pixel 4 XL」をゲームキャスター・岸大河がゲーマー目線でレビュー！（週刊アスキー、2019年11月9日）
- PS4ゲームソフトおすすめ32選｜新作&名作をゲームキャスターが紹介（モノレコ、2021年6月4日）

## 著書
- 『プロのeスポーツプレーヤーになる!』河出書房新社、2019年3月26日。ISBN 978-4-309-27998-5

## スポンサー
- Logicool Gブランドアンバサダー（2014年9月20日～）[2]
- OMEN by HPエグゼクティブアドバイザー（2018年3月05日～）[3]。
- Herman Millerゲーミングアンバサダー（2020年12月16日～）[4]
- プロ・フィッツ for e-SPORTSアンバサダー（2021年3月11日～）[5][6]

## 受賞歴
- 2024年日本eスポーツアワード最優秀eスポーツキャスター賞[20]